# Tincontlán
Tincontlán är en ort i Mexiko.   Den ligger i kommunen Álamo Temapache och delstaten Veracruz, i den sydöstra delen av landet, 210 km nordost om huvudstaden Mexico City. Tincontlán ligger 51 meter över havet och antalet invånare är 1 162.
Terrängen runt Tincontlán är huvudsakligen platt, men åt sydväst är den kuperad. Runt Tincontlán är det ganska tätbefolkat, med 78 invånare per kvadratkilometer. Närmaste större samhälle är Álamo, 10,1 km norr om Tincontlán. Trakten runt Tincontlán består till största delen av jordbruksmark.